# Kopina (powiat łukowski)
Kopina – wieś w Polsce położona w województwie lubelskim, w powiecie łukowskim, w gminie Stanin. Obok miejscowości przepływa Wilkojadka, niewielka rzeka dorzecza Wisły.
W latach 1975–1998 miejscowość należała administracyjnie do województwa siedleckiego.
Wieś stanowi sołectwo w gminie Stanin. Według Narodowego Spisu Powszechnego z roku 2011 wieś liczyła 347 mieszkańców.
Wierni Kościoła rzymskokatolickiego należą do parafii Trójcy Świętej w Staninie.